# Illorsuit
Illorsuit (ortografia antiga: Igdlorssuit) é um assentamento no município de Qaasuitsup, oeste da Gronelândia. Está localizado na costa noroeste da Gronelândia e na costa nordeste da Ilha Illorsuit, a noroeste da Uummannaq. Tinha 91 habitantes em 2010.

## Transporte
A Air Greenland serve o assentamento com voos de helicópteros do Heliporto de Illorsuit para o Heliporto de Nuugaatsiaq e para o Heliporto de Uummannaq.

## População
A população do assentamento diminuiu 28% em relação a 1990 e quase 17% em relação a 2000.

## Residentes Notáveis
- Lars Emil Johansen - Segundo primeiro-ministro da Gronelândia (1991 - 1997)